# Navalvillar de Ibor
Navalvillar de Ibor és un municipi de la província de Càceres, a la comunitat autònoma d'Extremadura (Espanya). Limita amb Castañar de Ibor al nord, Guadalupe al sud, Navatrasierra a l'est i Navezuelas a l'oest.

## Demografia
| 573 | 553 | 532 | 515 | 503 | 494 | 474 | 452 | 434 | 420 |